# BREAKING THE TABOO
『BREAKING THE TABOO』（ブレイキング・ザ・タブー）は、LOUDNESS20枚目のアルバム。2006年12月27日発売。
発売元は徳間ジャパン・コミュニケーションズ。

## 解説
25周年記念アルバムで、レッド・ツェッペリンやジミ・ヘンドリックス、KISS、過去に『HURRICANE EYES』を手掛けてきたエディ・クレイマーをプロデューサーに迎えた。
CDジャーナルでは「アレンジや音作りの端々にモダン・メタルの要素を取り込みつつも、80年代テイストのギター・リフや曲構成で聴かせる貫禄充分なグルーヴ重視の演奏はさすが。」とコメントしている。

## 収録曲
1. BREAKING THE TABOO　[4:30]
本作のタイトル曲。
2. BRUTAL TORTUNE　[4:54]
3. SICK WORLD　[4:54]
4. DON'T SPAM ME　[3:59]
5. DAMNATION　[5:20]
6. THE LOVE OF MY LIFE　[4:34]
7. A MOMENT OF REVELATION　[5:36]
8. DYNAMITE　[4:51]
9. RISK TAKER　[4:18]
10. I WISH　[5:52]
11. DIVING INTO DARKNESS　[4:16]
12. WITHOUT YOU　[4:05]

## 参加ミュージシャン
- 二井原実：ボーカル
- 高崎晃：ギター
- 山下昌良：ベース
- 樋口宗孝：ドラム